# الأنغولي الأنغولي
الأنغولار (جمعه: أنغولاريس) عملة أنغولا البرتغالية بين عامي ١٩٢٨ و١٩٥٨. قُسِّم إلى ١٠٠ سنتافو أو ٢٠ ماكوتا. وتعني كلمة أنغولار "أنغولا" في اللغة البرتغالية.

## تاريخ
طُرح الأنغولار عام ١٩٢٨ ليحل محل الإسكودو. و حصل تداول الأوراق النقدية بسعر صرف ١ أنغولار = ١.٢٥ إسكودو. إلا أن سعر الصرف مع الإسكودو البرتغالي ظلّ ثابتًا، مما يشير إلى أن الأوراق النقدية الأنغولية السابقة قد خُفِّضت قيمتها كجزء من الإصلاح، بدلاً من أن يحصل الأنغولار على قيمة جديدة أعلى. لم تتأثر العملات المعدنية (جميعها مقوَّمة بالسنتافو والماكوتا) بالإصلاح. في عام ١٩٥٨، عادت العملة إلى الإسكودو بعد فترة من بدء تداول العملات المعدنية المقوَّمة بالإسكودو.

## الأوراق النقدية
في عام 1928، قدمت Junta de Moeda أوراقًا نقدية (بتاريخ 1926) من فئة 1، و5 و10 أنجولار، بينما قدم بنك أنجولا أوراق نقدية من فئة 20 و50 و100 و500 أنجولار مؤرخة عام 1927. في عام 1942، تولى الحاكم العام إصدار 1 و ورقة نقدية أنجولية. أضاف بنك أنجولا ورقة نقدية من فئة 1000 أنجولاري في عام 1944، تلاها 5 و10 أنجولاري في عام 1947.

## عملات معدنية
بالإضافة إلى العملات المعدنية المتداولة بالفعل (1، 2، 5، 10، 20 و 50 سنتافو)، صُدرت عملات معدنية جديدة من فئة 10، 20 و 50 سنتافو بين عامي 1948 و 1950. صدرت أول عملات إسكودو بتاريخ 1952.